# Pat Cash
Patrick Hart Cash (Melbourne, 27 maggio 1965) è un allenatore di tennis ed ex tennista australiano, vincitore di Wimbledon nel 1987. Nel circuito maggiore ha vinto in totale 6 titoli in singolare e 11 in doppio, oltre a due edizioni della Coppa Davis nel 1983 e nel 1986. I suoi migliori ranking ATP sono stati il 4º in singolare nel maggio 1988 e il 6º in doppio nell'agosto 1984.

## Biografia
Detto "il Pirata", è celebre oltre che per il trionfo a Wimbledon nel 1987, per l'orecchino a forma di croce e per la bandana a scacchi che indossava durante gli incontri, che con il tempo è diventata il marchio di fabbrica del tennista australiano. Tra i suoi idoli da bambino vi erano i tennisti John Newcombe e Ken Rosewall. Ambientalista e sostenitore di Greenpeace, è un grande appassionato di musica rock. Dotato di grande affabilità, amava trattenersi a lungo con i suoi interlocutori e nelle occasioni mondane. Noto per il suo grande temperamento, non solo nei campi da tennis, alcuni suoi comportamenti hanno creato imbarazzo e sono stati problematici i suoi rapporti con la stampa, che ha accusato di essersi occupata in modo scorretto ed eccessivo della sua vita privata. Ha avuto una pazienza e una testardaggine non comuni nel recuperare la forma dopo i gravi infortuni subiti.
Nato in una famiglia cattolica, il padre Patrick Sr. era un avvocato ed ex giocatore di football australiano e ha gestito gli aspetti economici della carriera del figlio. A inizio carriera, ancora giovanissimo, Pat Jr. ha avuto una relazione con la modella norvegese Anne-Britt Kristiansen, dalla quale ha avuto due figli. Nel 1990 ha sposato Emily Bendit, con cui nel 1994 ha avuto i gemelli maschi Shannon e Jett; la coppia ha divorziato nel 2002 e in seguito Cash ha avuto spesso notevoli problemi economici, ma ha sempre trovato un modo per risolverli. Ha fondato diverse organizzazioni di beneficenza per risolvere problemi ambientali, per garantire sport e istruzione a bambini poveri, per aiutare i malati di cancro e gli indigeni australiani ecc.

## Caratteristiche tecniche
Giocatore specialista dei campi erbosi, è stato un grande interprete del serve & volley (servizio-volée). Da fondo campo alternava colpi potenti a leggere "pennellate" nell'impaziente attesa di crearsi l'opportunità di scendere a rete. Era inoltre dotato di grande velocità, agilità e potenza, particolarmente muscoloso nelle gambe e nelle spalle. Spettacolare, irruente, aggressivo e rissoso, dotato di gran classe, è stato spesso perseguitato da infortuni che gli hanno precluso la possibilità di mantenersi a lungo ai vertici del tennis mondiale. Verso fine carriera ha modificato con profitto la sua tecnica con l'apporto di uno scienziato dello sport, un miglioramento che lo avrebbe aiutato come allenatore.

## Carriera da giocatore

### Juniores
Si mette in grande evidenza da juniores raggiungendo il primo posto nella classifica mondiale di categoria nel 1981, anno in cui nei tornei juniores si spinge fino ai quarti al Roland Garros, dove viene eliminato da Mats Wilander, in finale a Wimbledon, persa 6-7, 5-7 contro Matt Anger, e in semifinale agli US Open. L'anno successivo, dopo i quarti all'Australian Open e la semifinale al Roland Garros, trionfa a Wimbledon e agli US Open superando nelle finali rispettivamente Henrik Sundström per 6-4, 6-7, 7-5 e Guy Forget per 6-3, 6-3.

### 1981, inizi da professionista
Debutta nel tennis professionistico del Grand Prix nel gennaio 1981 con una sconfitta al primo turno del torneo di Adelaide. La settimana successiva vince il primo incontro da professionista nel Challenger di Perth. Dopo queste due prime isolate esperienze, inizia a giocare stabilmente nel circuito maggiore dall'ottobre successivo e in dicembre fa il suo esordio all'Australian Open con una sconfitta al primo turno.

### 1982, primi titoli Challenger, primo titolo Grand Prix in doppio, quarti all'Australian Open e top 100
Apre la stagione ad Adelaide e viene eliminato nei quarti dopo aver sconfitto il nº 20 del mondo Mark Edmondson, In primavera gioca nel circuito Challenger e arriva in semifinale a Tokyo e a Toyota. Nel torneo di Tokyo alza il suo primo trofeo da professionista vincendo il titolo in doppio con Craig A. Miller. Rientra nel circuito maggiore e subisce una serie di sconfitte al primo turno, tra le quali quella al suo esordio agli US Open. In ottobre disputa la sua prima semifinale del Grand Prix a Melbourne e tre settimane dopo vince il suo primo titolo Challenger in singolare a Sydney, superando in finale Craig A. Miller. Conferma il buon momento di forma in novembre all'Australian Open raggiungendo i quarti dopo aver eliminato Tim Wilkison e Wally Masur, prima di cedere in 4 set a Paul McNamee. Grazie a questo risultato entra per la prima volta nella top 100, al 69º posto. A fine anno vince il suo primo titolo del circuito maggiore in coppia con Chris Johnstone nel torneo di doppio dell'Adelaide II, dove esce di scena nelle semifinali in singolare.

### 1983, trionfo in Davis e primi titoli in singolare nel circuito maggiore
Il 2 gennaio 1983, a soli 17 anni e 7 mesi, vince il suo primo titolo in singolare del circuito maggiore a Melbourne, sconfiggendo in finale per 6-4, 7-6 Rod Frawley. A fine mese migliora il best ranking portandosi in 43ª posizione. Il 4 marzo debutta nella squadra australiana di Coppa Davis e ottiene un successo e una sconfitta in singolare nella sfida vinta 4-1 contro la Gran Bretagna. Nella World Team Cup giocata in maggio vince tutti gli incontri disputati in doppio e due dei 5 incontri in singolare, perdendo contro Manuel Orantes nella finale vinta dalla Spagna. Nella stagione sulla terra rossa in Europa raccoglie soprattutto sconfitte e torna a mettersi in luce sull'erba arrivando nei quarti al Queen's (dove raggiunge anche la semifinale in doppio) e negli ottavi a Wimbledon. In luglio vince entrambi i singolari nei quarti di finale di Davis a Brisbane contro la Romania, eliminata con il punteggio di 5-0. Viene eliminato al terzo turno degli US Open da Bill Scanlon, che raggiungerà la semifinale, mentre perde la semifinale in doppio in coppia con John Fitzgerald contro Peter Fleming / John McEnroe.
Sconfitto nel primo incontro da Yannick Noah nella semifinale di Davis a Sydney contro la Francia, fissa il risultato finale di 4-1 in favore dell'Australia sconfiggendo Henri Leconte. Il 9 ottobre vince il suo secondo titolo Grand Prix in singolare a Brisbane superando in finale McNamee e trionfa anche nel torneo di doppio in coppia con lo stesso McNamee. A inizio dicembre viene eliminato nei quarti dell'Australian Open sia in singolare, da Ivan Lendl, che in doppio. Nelle settimane successive perde in semifinale a Sydney e nei quarti ad Adelaide rispettivamente da Joakim Nyström e Mike Bauer, che si sarebbero aggiudicati i titoli. A Sydney si impone nel torneo di doppio in coppia con Bauer. In questo periodo si porta al 35º posto nel ranking di singolare. Il 26 dicembre apre la finale di Davis contro la Svezia perdendo in 4 set contro Mats Wilander ma si riscatta 2 giorni dopo prendendosi la rivincita su Nystrom, al quale concede 6 soli giochi, regalando all'Australia il punto decisivo per la conquista del trofeo. A 18 anni e 7 mesi, diventa il più giovane tennista ad aver giocato una finale di Davis, record che sarebbe stato battuto da Rafael Nadal.

### 1984, semifinali a Wimbledon e agli US Open in singolare, finale in doppio a Wimbledon, top 10 in singolare e in doppio
Inizia la nuova stagione in marzo e il primo risultato di rilievo è la semifinale raggiunta in aprile a Houston, dove si aggiudica il torneo di doppio in coppia con McNamee. La coppia australiana si impone a fine mese anche nella finale di Aix-en-Provence. Eliminato al primo turno al Roland Garros, sempre con McNamee vince in giugno il titolo al Queen's. Viene eliminato in semifinale al successivo Slam di Wimbledon, sconfitto in tre set da John McEnroe, dopo aver battuto tra gli altri il nº 4 ATP Mats Wilander e il nº 6 Andres Gomez. Arriva a un passo dalla vittoria nel torneo di doppio, sconfitto in finale con McNamee per 3-6 al quinto set da Fleming / McEnroe. A fine torneo sale al 17º posto nel ranking di singolare e in agosto al 6º in doppio, che rimarrà il migliore della carriera. In luglio si impone in entrambi i singolari nei quarti di Davis vinti 5-0 contro l'Italia. Raggiunge la semifinale anche agli US Open, dove si inchina a Ivan Lendl al tiebreak del quinto set dopo aver sprecato due match-ball e dopo aver eliminato Wilander nei quarti. Al termine del torneo entra per la prima volta nella top 10 del ranking in singolare raggiungendo la 7ª posizione. Nella semifinale di Davis persa 4-1 a fine settembre contro gli Stati Uniti a Portland, Cash viene seccamente sconfitto dal nº 1 del mondo McEnroe nel primo singolare e si consola con l'ininfluente ma prestigiosa vittoria sul nº 2 Jimmy Connors. A fine stagione arriva in finale a Melbourne e nei quarti all'Australian Open, dove si ferma in semifinale nel torneo di doppio.

### 1985-1986, infortunio alla schiena, crollo nel ranking e risalita, secondo trionfo in Coppa Davis
Inizia la stagione in marzo imponendosi in un singolare e in doppio nella sfida di Davis vinta 3-2 a Spalato con la Jugoslavia. La settimana dopo perde contro Wilander la semifinale a Bruxelles. In aprile si aggiudica il torneo di doppio a Las Vegas in coppia con John Fitzgerald, assieme al quale raggiunge la finale in giugno al Queen's, dove esce nei quarti in singolare per mano di Boris Becker. Ancora con Fitzgerald supera Fleming / McEnroe nella semifinale del doppio a Wimbledon, ma vengono sconfitti nell'incontro per il titolo da Heinz Günthardt / Balázs Taróczy; in singolare non va oltre il secondo turno. Subito dopo deve osservare una lunga convalescenza, da tempo soffriva di dolori alla schiena e si deve fermare per un'ernia discale. Dopo il rientro nel febbraio 1986 non ottiene risultati di rilievo per alcuni mesi, il 2 giugno si opera inoltre d'urgenza per un'appendicite e in quei giorni precipita al 418º posto del ranking in singolare. Si ristabilisce in fretta e partecipa 3 settimane dopo a Wimbledon, dove a sorpresa batte Wilander e si arrende nei quarti di finale a Leconte. Rientra così nella top 100, al 99º posto, e stabilisce un record con un balzo in classifica di 314 posti. Nel secondo turno indossa per la prima volta la bandana a scacchi che lo contraddistinguerà nel prosieguo della carriera.
La settimana dopo vince sugli stessi campi di Wimbledon entrambi i singolari e il doppio nei quarti di finale di Coppa Davis 1986 in cui l'Australia supera per 4-1 la Gran Bretagna. Nella semifinale vinta contro gli Stati Uniti in settembre a Brisbane, si conferma in singolare battendo Tim Mayotte e ottiene il punto del 3-1 sconfiggendo Brad Gilbert dopo aver perso in doppio. Nel finale di stagione viene eliminato in semifinale in singolare da Lendl a Sydney e da Ramesh Krishnan a Hong Kong, dove perde la finale in doppio. Due settimane più tardi viene sconfitto nella finale di doppio anche a Stoccolma. Nella finale di Davis vinta 3-2 a Melbourne contro la Svezia il 28 dicembre, Cash è artefice della conquista di tutti e tre i punti per la propria squadra, vincendo sia i singolari contro Stefan Edberg e Mikael Pernfors che il doppio, giocato con John Fitzgerald contro Edberg e Järryd. Vince l'incontro decisivo contro Pernfors dopo essere stato in svantaggio di due set. In quel periodo sale nel ranking al 24º posto in singolare e al 34º in doppio.

### 1987, trionfo a Wimbledon e finale all'Australian Open, ritorno in top 10
Nel 1987 inizia la stagione all'Australian Open, che per la prima volta si tiene in gennaio, due settimane dopo la finale di Davis. Conferma il grande momento di forma sconfiggendo nei quarti il nº 4 ATP Yannick Noah e in semifinale il nº 1 Ivan Lendl; in finale rimonta due set di svantaggio a Stefan Edberg, che vince il titolo imponendosi per 6-3 nel set conclusivo, e il giorno dopo Cash sale al 13º posto del ranking. Torna a giocare in marzo per il primo turno di Davis contro la Jugoslavia e vince tutti e tre gli incontri disputati. Il 29 marzo vince a Nancy il suo terzo titolo maggiore in singolare sconfiggendo in finale Wally Masur. In giugno si prende la rivincita su Edberg nei quarti di finale del Queen's e viene eliminato in semifinale da Connors. Il 5 luglio conquista il risultato più prestigioso in carriera trionfando a Wimbledon; perde un solo set durante tutto il torneo e vince in tre partite i quarti contro Wilander, la semifinale contro Connors e la finale contro il nº 1 del mondo Ivan Lendl, diventando il primo australiano a imporsi nello Slam londinese dopo il trionfo di John Newcombe nel 1971. Per l'occasione, sfidando il rigido cerimoniale del torneo londinese, Cash inaugura la prassi, ancora oggi seguita, della "scalata" del vincitore alle tribune del central court per i festeggiamenti di rito con il proprio clan. A fine torneo eguaglia il proprio best ranking salendo in 7ª posizione. Qualche mese prima era stato uno dei primi tennisti a inserire nel proprio staff uno psicologo, grazie al quale affronta gli incontri con maggiore serenità.
A fine mese vince i due singolari nei quarti di finale di Coppa Davis a Brisbane in cui l'Australia ha la meglio sul Messico per 4-1. In agosto torna a mettersi in evidenza in doppio vincendo in coppia con Edberg il torneo di Montréal, successo che gli consente di rientrare nella top 30 della specialità. A inizio ottobre viene schierato solo in doppio nella semifinale di Davis contro l'India, vince l'incontro ma l'Australia viene eliminata con il punteggio di 3-2. Due settimane più tardi perde la finale di Sydney contro Ivan Lendl e il mese successivo vince il titolo a Johannesburg piegando in 5 set Brad Gilbert in finale. Il 30 novembre gioca a New York il suo primo incontro in carriera alle finali Masters, nelle quali viene eliminato nel round robin con le sconfitte subite da Wilander e Edberg, che rendono ininfluente la vittoria contro Miloslav Mečíř.

### 1988-1989, finale all'Australian Open, nuovi infortuni, lunghe convalescenze e crollo nel ranking
Torna in campo due settimane dopo per la prima edizione dell'Australian Open disputata sul cemento e come l'anno precedente raggiunge la finale. Vince tutti gli incontri in tre set fino alla semifinale, dove impiega 5 partite per avere ragione di Lendl; molto combattuta è anche la finale, nella quale Wilander si impone per 8-6 al quinto set. In febbraio è protagonista vincendo tutti e tre gli incontri disputati nella sfida di Davis a Città del Messico, in particolare piega nell'incontro decisivo Francisco Maciel e i padroni di casa vengono eliminati con il punteggio di 3-2. Nei 4 mesi successivi gioca solo 4 tornei, ma grazie ai quarti di finale giocati a Milano e alla semifinale nel prestigioso torneo di Indian Wells accumula punti sufficienti per salire al 4º posto del ranking, il suo miglior piazzamento in carriera. A fine maggio raggiunge per la prima volta il quarto turno al Roland Garros, dove cede in 4 set a Andrei Chesnokov. Non ripete la grande stagione sull'erba dell'anno precedente e a Wimbledon viene eliminato in 3 set nei quarti di finale da Boris Becker, che aveva già vinto due volte lo Slam londinese. Nel corso della stagione soffre ancora di mal di schiena, a cui in estate si aggiungono un problema al tendine di Achille e un infortunio al piede che lo costringono a un periodo di riposo a partire da metà agosto. Nel 1988 limita le sue presenze nei tornei di doppio, ne disputa solo 4 senza mai superare i quarti di finale. Rientra in gennaio per l'Australian Open e viene eliminato al quarto turno da Edberg, contro il quale raccoglie solo 6 giochi. Il tendine non è guarito come si deve e gioca pochissimo, quando rientra in aprile a Tokyo il tendine si rompe definitivamente durante un incontro e deve sottoporsi a un'operazione a cui fa seguito una nuova lunga convalescenza.

### 1990, rientro nel circuito, finale di Davis, risalita nel ranking e 3 titoli ATP
Torna nel circuito nel gennaio 1990 e durante la stagione limita le sue presenze giocando nei primi mesi solo in doppio, ripartendo dalla 634ª posizione del ranking. Debutta nel torneo di Sydney e subito si aggiudica il titolo in coppia con Mark Kratzmann. Gioca l'Australian Open in coppia con Edberg e si spingono fino ai quarti, dove vengono battuti in 5 set dalle teste di serie nº 1 Rick Leach / Jim Pugh. Contribuisce a sconfiggere per 3-2 la Francia nel primo turno di Coppa Davis vincendo il doppio con Fitzgerald. In marzo fa il suo rientro in singolare ripartendo dalla 626ª posizione e, dopo le sconfitte nei primi 3 incontri,  in aprile raggiunge la finale nel torneo ATP di Seul, persa contro Alex Antonitsch. Al successivo Hong Kong Open si aggiudica il titolo sia in singolare, battendo in finale lo stesso Antonitsch, che in doppio, in coppia con Wally Masur. I successi gli consentono di salire i ranking al 135º posto in singolare e al 107º in doppio. Sarà il suo ultimo titolo in singolare della travagliata carriera. Al terzo turno di Wimbledon concede solo 6 giochi al nº 16 ATP Juan Aguilera e il sorteggio lo mette di fronte al quarto turno al campione uscente Boris Becker, che si impone in 3 set. Agli US Open supera il nº 28 ATP Marc Rosset e il nº 57 Mark Kratzmann prima di arrendersi al terzo turno al nº 9 Aaron Krickstein. Grazie al secondo turno raggiunto in doppio, il giorno dopo la fine dello Slam newyorkese torna nella top 100 in entrambe le specialità. Nella semifinale di Davis vinta 5-0 contro l'Argentina a Sydney, Cash si aggiudica entrambi gli incontri di singolare. Nella finale giocata a fine anno a St. Petersburg (Florida) contro gli Stati Uniti, viene schierato solo in doppio e, nella sua ultima apparizione in Coppa Davis, la sconfitta patita contro Leach / Jim Pugh garantisce agli americani il punto del 3-0 e la conquista del trofeo. 

### 1991, top 50 in singolare e inizio di una nuova serie di infortuni
Fa il suo esordio stagionale uscendo al terzo turno dell'Australian Open, eliminato dal nº 1 del mondo Edberg. Raggiunge i quarti di finale in febbraio a Milano, in aprile a Tokyo, raggiungendo la 45ª posizione del ranking, e in giugno al Queen's. Non va oltre il secondo turno al Roland Garros e a Wimbledom, dopo il quale deve stare 4 mesi lontano dai campi da gioco e al rientro in novembre non ottiene risultati significativi. Nella prima parte della stagione gioca solo 5 tornei in doppio, raggiunge le semifinali a Bruxelles con Sergio Casal e agli Internazionali d'Italia con Jakob Hlasek. A fine anno è 108º nel ranking di singolare e 155º in doppio. Dopo essere guarito al tallone d'Achille, negli ultimi anni di carriera sarà costretto più volte a osservare periodi di convalescenza per guarire le ginocchia e la schiena, i cui problemi discali non sono mai stati definitivamente risolti.

### 1992-1995, lunghe convalescenze e definitivo declino
Anche il 1992 è caratterizzato da lunghi periodi di assenza dai campi; disputa in singolare solo 4 tornei fornendo però buone prestazioni. Al secondo turno dell'Australian Open in gennaio perde in 5 set contro il nº 9 ATP Emilio Sánchez, nei quarti del Queen's viene sconfitto in 3 set dal nº 2 Edberg e a Wimbledon perde al quinto set da McEnroe dopo essere stato in vantaggio di 2 set a 1. Le lunghe assenze dai campi da gioco lo relegano in giugno attorno alla 200ª posizione in singolare. In doppio gioca un solo torneo e a fine anno si trova oltre la 1000ª posizione. Nel 1993 gioca solo un torneo in doppio ed esce dal ranking di singolare. Nel 1994 gioca 7 tornei in singolare, vincendo solo 4 incontri in tornei Challenger, mentre in doppio gioca 4 tornei raggiungendo una finale e una semifinale nei Challenger. Nel 1995 partecipa ad alcuni tornei ATP grazie a delle wild card e raggiunge i quarti di finale in febbraio a Dubai, dove sconfigge il nº 18 ATP Thomas Muster, e il mese dopo a Copenaghen. In doppio gioca 4 tornei e arriva in semifinale a Copenaghen e a San Pietroburgo. Si ferma di nuovo in giugno dopo il torneo di Wimbledon per affrontare una nuova lunga convalescenza.

### 1996-1997, ultimi successi in doppio e ritiro
Torna a giocare nel circuito nel marzo 1996 e si concentra quasi esclusivamente sui tornei di doppio. Fa il suo rientro al Miami Open ed esce al secondo turno; quando affronta il successivo Bermuda Open si trova al 689º posto del ranking ma raggiunge la finale in coppia con Patrick Rafter. Sempre con Rafter vince il suo ultimo trofeo ATP in maggio a Pinehurst, battendo in due set in finale Ken Flach / David Wheaton, risultato che gli consente di rientrare nella top 200. Raggiunge i quarti due settimane dopo a Coral Springs e in giugno al Queen's, mentre si ferma al secondo turno a Wimbledon in coppia con Sandon Stolle. In agosto, ancora con Stolle, raggiunge i quarti a New Haven e il secondo turno agli US Open. Non ottiene altri risultati di rilievo in doppio in stagione, mentre in singolare raccoglie solo sconfitte nei 3 tornei a cui partecipa. Nel 1997 disputa i suoi ultimi tornei in carriera in singolare ottenendo solo due vittorie tra cui quella sul nº 71 ATP Carlos Costa a Dubai. In doppio supera il primo turno all'Australian Open e arriva in semifinale a Filadelfia con Jack Waite, salendo in 80ª posizione nel ranking. In maggio conquista il suo ultimo titolo vincendo in coppia con Andrew Kratzmann il Challenger di Košice. A fine mese vince il suo ultimo incontro da professionista al primo turno del Roland Garros, dove in coppia con Richey Reneberg supera in 3 set Paul Kilderry / Michael Tebbutt. Chiude la stagione agli US Open e si ripresenta nel 1999 per disputare un isolato incontro nella World Team Cup. Le sue ultime apparizioni risalgono al 2006, ormai quarantunenne, con due sconfitte rimediate nell'ATP di Chennai e all'Australia F2, unico torneo del circuito ITF da lui mai disputato.

## Carriera da allenatore
Dopo il ritiro dall'agonismo ha intrapreso l'attività di coach aprendo un'accademia di tennis nella Gold Coast e seguendo inizialmente le promesse del tennis australiano. Tra i tennisti e le tenniste professioniste da lui allenati vi sono stati Greg Rusedski, Mark Philippoussis (che portò alla finale degli US Open 1998), Vince Spadea, Alexei Popyrin, Coco Vandeweghe e, in tempi più recenti, Brandon Nakashima e Qiang Wang.

## Statistiche

### Singolare

#### Vittorie (6)
| Legenda                |
| Grande Slam (1)        |
| Tennis Masters Cup (0) |
| ATP Masters Series (0) |
| ATP Tour (5)           |

| Numero | Data             | Torneo                           | Superficie | Avversario in finale | Punteggio           |
| ------ | ---------------- | -------------------------------- | ---------- | -------------------- | ------------------- |
| 1.     | 2 gennaio 1983   | Melbourne Outdoor, Melbourne     | Erba       | Rod Frawley          | 6-4 7-6             |
| 2.     | 9 ottobre 1983   | Brisbane International, Brisbane | Indoor     | Paul McNamee         | 4-6 6-4 6-3         |
| 3.     | 29 marzo 1987    | Lorraine Open, Nancy             | Indoor     | Wally Masur          | 6-2 6-3             |
| 4.     | 5 luglio 1987    | Torneo di Wimbledon, Londra      | Erba       | Ivan Lendl           | 7-6 6-2 7-5         |
| 5.     | 22 novembre 1987 | SA Tennis Open, Johannesburg     | Cemento    | Brad Gilbert         | 7-6 4-6 2-6 6-0 6-1 |
| 6.     | 29 aprile 1990   | Hong Kong Open, Hong Kong        | Cemento    | Alex Antonitsch      | 6-3 6-4             |

#### Finali perse (5)
| Numero | Data            | Torneo                                  | Superficie    | Avversario in finale | Punteggio               |
| ------ | --------------- | --------------------------------------- | ------------- | -------------------- | ----------------------- |
| 1.     | 21 ottobre 1984 | Melbourne Indoor, Melbourne             | Sintetico (i) | Matt Mitchell        | 4-6, 6-3, 2-6           |
| 2.     | 25 gennaio 1987 | Australian Open, Melbourne (1)          | Erba          | Stefan Edberg        | 3-6, 4-6, 6-3, 7-5, 3-6 |
| 3.     | 18 ottobre 1987 | Australian Indoor Championships, Sydney | Cemento (i)   | Ivan Lendl           | 4-6, 2-6, 4-6           |
| 4.     | 24 gennaio 1988 | Australian Open, Melbourne (2)          | Cemento       | Mats Wilander        | 3-6, 7-6, 6-3, 1-6, 6-8 |
| 5.     | 16 aprile 1990  | Seoul Open, Seul                        | Cemento       | Alex Antonitsch      | 6-7, 3-6                |

### Doppio

#### Vittorie (11)
| Nº  | Data             | Torneo                                         | Superficie  | Partner         | Avversari in finale                | Punteggio     |
| 1.  | 28 dicembre 1982 | South Australian Open, Adelaide                | Erba        | Chris Johnstone | Broderick Dyke Wayne Hampson       | 6-3, 6-7, 7-6 |
| 2.  | 9 ottobre 1983   | GWA Tennis Classic, Brisbane                   | Erba        | Paul McNamee    | Mark Edmondson Kim Warwick         | 7-6, 7-6      |
| 3.  | 18 dicembre 1983 | New South Wales Open, Sydney                   | Erba        | Mike Bauer      | Broderick Dyke Rod Frawley         | 7-6, 6-4      |
| 4.  | 8 aprile 1984    | Houston Open, Houston                          | Terra rossa | Paul McNamee    | David Dowlen Nduka Odizor          | 7-5, 4-6, 6-3 |
| 5.  | 29 aprile 1984   | Aix-en-Provence Open, Aix-en-Provence          | Terra rossa | Paul McNamee    | Chris Lewis Wally Masur            | 4–6, 6–3, 6–4 |
| 6.  | 18 giugno 1984   | Queen's Club Championships, Londra             | Erba        | Paul McNamee    | Bernard Mitton Butch Walts         | 6–4, 6–3      |
| 7.  | 5 maggio 1985    | Alan King Tennis Classic, Las Vegas            | Cemento     | John Fitzgerald | Paul Annacone Christo van Rensburg | 7-6, 6-7, 7-6 |
| 8.  | 16 agosto 1987   | Canada Open, Montréal                          | Cemento     | Stefan Edberg   | Peter Doohan Laurie Warder         | 6-7, 6-3, 6-4 |
| 9.  | 14 gennaio 1990  | New South Wales Open, Sydney                   | Cemento     | Mark Kratzmann  | Pieter Aldrich Danie Visser        | 6-4, 7-5      |
| 10. | 29 aprile 1990   | Hong Kong Open, Hong Kong                      | Cemento     | Wally Masur     | Kevin Curren Joey Rive             | 6-3, 6-3      |
| 11. | 12 maggio 1996   | U.S. Men's Clay Court Championships, Pinehurst | Terra rossa | Patrick Rafter  | Ken Flach David Wheaton            | 6-2, 6-3      |

#### Finali perse (6)
| Nº | Data            | Torneo                             | Superficie  | Partner              | Avversari in finale            | Punteggio               |
| 1. | 8 luglio 1984   | Torneo di Wimbledon, Londra        | Erba        | Paul McNamee         | Peter Fleming John McEnroe     | 2-6, 7-5, 2-6, 6-3, 3-6 |
| 2. | 17 giugno 1985  | Queen's Club Championships, Londra | Erba        | John Fitzgerald      | Ken Flach Robert Seguso        | 6-3, 3-6, 14-16         |
| 3. | 7 luglio 1985   | Torneo di Wimbledon, Londra        | Erba        | John Fitzgerald      | Heinz Günthardt Balázs Taróczy | 4-6, 3-6, 6-4, 3-6      |
| 4. | 2 novembre 1986 | Hong Kong Open, Hong Kong          | Cemento     | Mark Kratzmann       | Mike De Palmer Gary Donnelly   | 6-7, 7-6, 5-7           |
| 5. | 9 novembre 1986 | Stockholm Open, Stoccolma          | Cemento (i) | Slobodan Živojinović | Sherwood Stewart Kim Warwick   | 6-4, 1-6, 5-7           |
| 6. | 21 aprile 1996  | Bermuda Open, Bermuda              | Terra rossa | Pat Rafter           | Jan Apell Brent Haygarth       | 6-3, 1-6, 3-6           |

## Finali nei tornei del Grande Slam

### Singolare

#### Vittorie (1)
| Anno | Torneo                      | Superficie | Avversario in finale | Punteggio   |
| 1987 | Torneo di Wimbledon, Londra | Erba       | Ivan Lendl           | 7-6 6-2 7-5 |

#### Finali perse (2)
| Anno | Torneo                         | Superficie | Avversario in finale | Punteggio               |
| 1987 | Australian Open, Melbourne     | Erba       | Stefan Edberg        | 3-6, 4-6, 6-3,7- 5, 3-6 |
| 1988 | Australian Open, Melbourne (2) | Cemento    | Mats Wilander        | 3-6, 7-6, 6-3, 1-6, 6-8 |

### Doppio

#### Finali perse (2)
| Anno | Torneo                          | Superficie | Partner         | Avversari in finale            | Punteggio               |
| 1984 | Torneo di Wimbledon, Londra     | Erba       | Paul McNamee    | Peter Fleming John McEnroe     | 2-6, 7-5, 2-6, 6-3, 3-6 |
| 1985 | Torneo di Wimbledon, Londra (2) | Erba       | John Fitzgerald | Heinz Günthardt Balázs Taróczy | 4-6, 3-6, 6-4, 3-6      |